# Geranium flanaganii
Geranium flanaganii är en näveväxtart som beskrevs av Rudolf Schlechter och Reinhard Gustav Paul Knuth. Geranium flanaganii ingår i släktet nävor, och familjen näveväxter. Inga underarter finns listade i Catalogue of Life.